# Фрідріх фон Гіппель
Фрідріх фон Гіппель (нім. Friedrich von Hippel; 2 січня 1915, Дюссельдорф — 19 лютого 1983, Кіль) — німецький офіцер-підводник, капітан-лейтенант крігсмаріне.

## Біографія
8 квітня 1934 року вступив на флот. З 1 жовтня 1937 року — 2-й вахтовий офіцер на підводному човні U-26. З 1 жовтня 1938 по 17 грудня 1939 року — ад'ютант командувача флотилією підводних човнів «Гундіус». З 15 лютого 1940 року — 1-й вахтовий офіцер на U-65. З 1 серпня по 16 вересня 1940 року пройшов курс командира човна. З 2 жовтня по 6 листопада 1940 року — командир U-144, з 3 грудня 1940 року — U-76. 28 березня 1941 року вийшов у свій перший і останній похід. 5 квітня U-76 був потоплений в Північній Атлантиці південніше Ісландії (58°35′ пн. ш. 20°20′ зх. д.) глибинними бомбами британського есмінця «Волверін» та шлюпа «Скарборо» при спробі атакувати конвой SC 26. 1 член екіпажу загинув, 42 (включаючи Гіппеля) були врятовані і взяті в полон. 21 лютого 1947 року звільнений.
Всього за час бойових дій потопив 2 судна загальною водотоннажністю 7290 тонн.
| Дата          | Назва корабля | Тип               | Тоннаж | Вантаж            | Екіпаж | Загинули | Країна             | Конвой |
| ------------- | ------------- | ----------------- | ------ | ----------------- | ------ | -------- | ------------------ | ------ |
| 3 квітня 1941 | Daphne        | Торговий пароплав | 1,939  | Вугілля           | 22     | 22       | Фінляндія          |        |
| 4 квітня 1941 | Athenic       | Торговий пароплав | 5,351  | 8400 тонн пшениці | 48     | 0        | Британська імперія | SC-26  |

## Звання
- Кандидат в офіцери (8 квітня 1934)
- Фенріх-цур-зее (1 липня 1935)
- Оберфенріх-цур-зее (1 січня 1937)
- Лейтенант-цур-зее (1 квітня 1937)
- Оберлейтенант-цур-зее (1 квітня 1939)
- Капітан-лейтенант (1 грудня 1941)

## Нагороди
- Медаль «За вислугу років у Вермахті» 4-го класу (4 роки)
- Іспанський хрест в бронзі з мечами (6 вересня 1939)
- Залізний хрест 2-го класу (12 липня 1940)
- Нагрудний знак підводника (12 липня 1940)